# Bare Bones
Bare Bones est un album de Madeleine Peyroux sorti en 2009.

## Liste des titres
1. Instead	 5:11
 
2. Bare Bones	3:25
 
3. Damn The Circumstances	4:35
 
4. River Of Tears	5:20
 
5. You Can't Do Me	5:03
 
6. Love And Treachery	4:18
 
7. Our Lady Of Pigalle	5:27
 
8. Homeless Happiness	3:58
 
9. To Love You All Over Again	3:57
 
10. I Must Be Saved	4:43
 
11. Somethin' Grand	3:44